# Micrathena mitrata
Micrathena mitrata är en spindelart som först beskrevs av Nicholas Marcellus Hentz 1850.  Micrathena mitrata ingår i släktet Micrathena och familjen hjulspindlar. Inga underarter finns listade i Catalogue of Life.